# Expressão (computação)
Uma expressão em linguagens de programação é uma combinação de  valores, variáveis, operadores, e chamadas de funções que são interpretadas (avaliadas) de acordo com as regras de precedência e de associatividade particulares a uma determinada linguagem de programação, que calcula e, em seguida, produz (retorna) um valor. Expressões são os meios fundamentais de especificação de computações em uma linguagem de programação. O propósito de uma expressão é especificar um valor a ser calculado. 
Por exemplo, 2+3 é uma expressão aritmética e de programação, que avalia a 5. Já a expressão de atribuição x = 2+3 também avalia a 5 e é uma expressão de programação, mas é uma equação em matemática e não uma expressão matemática. Uma variável é uma expressão, porque é um ponteiro para um valor na memória, então y+6 é uma expressão. Um exemplo de uma expressão de programação relacional seria 4 == 4, que avalia para o valor booleano verdadeiro.

## Expressões infixas, pré-fixas e pós-fixas
Expressões podem ser representadas de diversas formas. Uma expressão onde os operadores binários estão inseridos entre os operandos é dita estar na forma infixa. Uma expressão infixa é a forma mais natural de representação de expressões. Em uma expressão posfixa, os operadores são posicionados após as operações de forma que os parentesis não são necessários. Por exemplo, a expressão:
```
 ( a + b ) * ( c - d )
```

pode ser transformada na forma posfixa sem parentesis:
```
 a b + c d - *
```

## Avaliação curto-circuito
Expressões booleanas dão uma importante oportunidade para a melhoria da leitura eficiência de código. Considerando-se a expressão:
```
 ( a > b ) and ( c >= d )
```

Se a < b então não há a necessidade de se avaliar a segunda parte da expressão, uma vez que já se sabe que o resultado da expressão como um todo será falso. Um compilador que é provido de avaliação curto-circuito irá gerar código que salte condicionalmente a segunda parte do código baseado no resultado da avaliação da primeira parte. 
A linguagem Ada dispões de dois operadores lógicos que implementam explicitamente a avaliação curto-circuito. São os operadores and then e or else. Por exemplo, ambas as partes das expressões abaixo serão avaliadas pois os operadores and e or em Ada não fazem avaliação curto-circuito:
```
  
(
 
a
 
=
 
0
 
)
 
and
 
(
 
c
/
a
 
<
 
d
 
)
   
-- para a = 0 (dará erro de divisão por zero)

  
(
 
a
 
>
 
b
 
)
 
or
 
(
 
c
 
<
 
d
 
)
      
-- para a > b

```

Contudo, nos casos abaixo, apenas a primeira parte das expressões será avaliada uma vez que a avaliação curto-circuito saltara a segunda parte de ambas as expressões:
```
  
(
 
a
 
=
 
0
 
)
 
and then
 
(
 
c
/
a
 
<
 
d
 
)
 
-- para a = 0 (não dará erro de divisão por zero, pois a segunda expressão não será avaliada)

  
(
 
a
 
>
 
b
 
)
 
or else
 
(
 
c
 
<
 
d
 
)
    
-- para a > b

```